# Exchangeable image file format

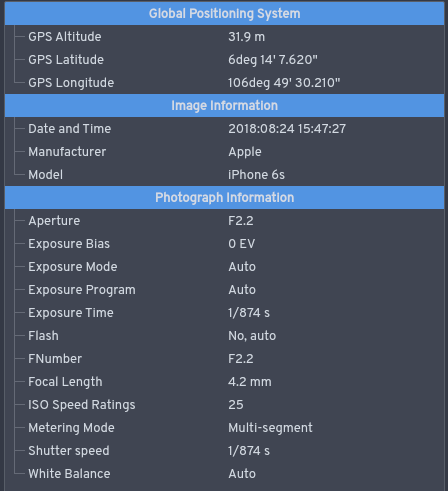
EXIF-informatie van een foto in DigiKam

Exchangeable image file format (Exif) is een metadataspecificatie voor afbeeldingsbestanden uit onder andere digitale camera's. Het wordt gebruikt in bestandsformaten zoals JPG en TIFF. Het is ontworpen door de Japan Electronic Industry Development Association.
De Exif-metadata kan uit de volgende gegevens bestaan:
- Datum en tijd van de opname en van de laatste bestandswijziging.
- Merk en model van de camera.
- Naam van de eigenaar van de camera.
- Camera-instellingen zoals belichtingstijd, diafragmagetal (F-getal), diafragma, brandpuntsafstand.
- Gps-gegevens zoals de breedtegraad en lengtegraad.

## Voorbeeld
| Merk camera                                 | Canon                   |
| Cameramodel                                 | Canon DIGITAL IXUS 430  |
| Oriëntatie                                  | normaal                 |
| Horizontale resolutie                       | 180 dpi                 |
| Verticale resolutie                         | 180 dpi                 |
| Datum en tijd van laatste bestandswijziging | 27 feb 2005 17:57       |
| Y- en C-positionering                       | 1                       |
| Belichtingstijd                             | 0.0166666666667         |
| F-getal                                     | 4                       |
| Exif-versie                                 | 2.2                     |
| Datum en tijd van datageneratie             | 27 feb 2005 17:57       |
| Datum en tijd van digitalisatie             | 27 feb 2005 17:57       |
| Beeldcompressiemethode                      | 5                       |
| Sluitersnelheid                             | 5.90625                 |
| Diafragma                                   | 4                       |
| Belichtingscompensatie                      | 0                       |
| Maximale diafragmawaarde van lens           | 4                       |
| Methode lichtmeting                         | Multi-segment (patroon) |
| Flits                                       | 25                      |
| Brandpuntsafstand                           | 15.4375                 |
| Kleurruimte                                 | sRGB                    |
| X-resolutie van CCD                         | 8114.28571429           |
| Y-resolutie van CCD                         | 8114.28571429           |
| Eenheid CCD-resolutie                       | inch                    |
| Meetmethode                                 | Eén-chip-kleursensor    |
| Aangepaste beeldbewerking                   | Normaal                 |
| Belichtingsinstelling                       | Automatisch             |
| Witbalans                                   | Automatisch             |
| Digitale zoomverhouding                     | 1                       |
| Soort opname                                | standaard               |